# Guillaume de Modène
Guillaume de Modène (lat. Wilhelmus de Mutina), né vers 1184 et mort le 31 mars 1251 à Lyon, est un prélat de l'Église catholique, évêque de Modène de 1222 à 1233 et cardinal-évêque de Sabina dans le Latium de 1244 jusqu'à sa mort. Faisant office de légat apostolique, il contribua de façon notable à la christianisation de la région baltique.

## Biographie
Né en Piémont, Guillaume est devenu membre de l'ordre des Chartreux pendant sa jeunesse et fut notaire de la chancellerie apostolique de 1211 à 1216 puis vice-chancelier de 1219/1220 à 1222. En mai 1222, il est nommé évêque de Modène et reçut la consécration épiscopale des mains du pape Honorius III. 
Le 31 décembre 1224, le pape le désigna légat apostolique pour la région baltique afin de progresser dans la christianisation des tribus païennes. Au cours des croisades baltes, Guillaume de Modène fut fréquemment employé comme légat par les papes Honorius III et Grégoire IX, notamment en Livonie (Terra Mariana) dans les années 1220, où il fonde en 1228 l'évêché d'Ösel-Wiek comme partie de la confédération livonienne. 
Le 21 septembre 1233, il renonçait officiellement aux fonctions d'évêque de Modène. De janvier 1236 à 24 septembre 1243, il dirigea la Pénitencerie apostolique et, en 1243, il répartit la région de Prusse en quatre nouveaux diocèses : Culm, Pomésanie, Ermeland et Sambie. 
Il est nommé cardinal-évêque de Sabina au consistoire du 28 mai 1244 par le pape Innocent IV. Pendant les conflits avec l'empereur Frédéric II, il accompagna le pape lorsqu'il se retira à Gênes puis à Lyon où Innocent IV tient un concile général en 1245. 

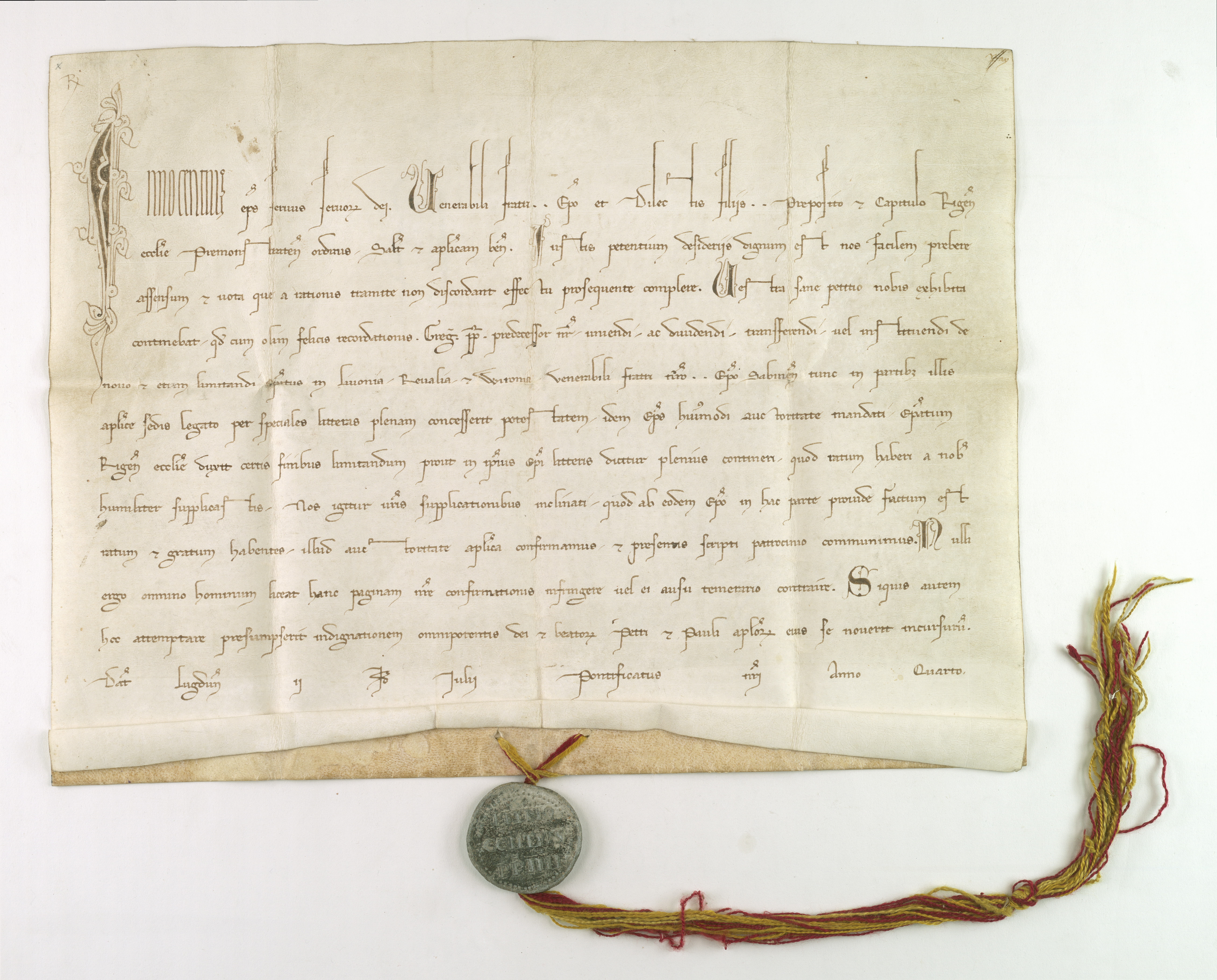
Innocent IV approuve la division de l'évêché de Riga opérée en 1246 par le légat Guillaume de Modène (14 juillet 1246). Archives centrales de Pologne à Varsovie.

En 1247, il voyagea en Norvège où il couronna le roi Håkon IV, et en Suède où il participa au synode de Skänninge en mars 1248 (introduction du droit canonique ; organisation des premiers chapitres cathédraux, célibat des prêtres). Le 1er novembre 1248 sur le chemin retour, il participa également au couronnement de Guillaume II de Hollande en tant que roi des Romains à Aix-la-Chapelle.
Guillaume de Modène mourut le 31 mars 1251 à Lyon et fut enterré dans l'église aujourd'hui disparue des Jacobins. 